# Sparkasse Bodensee
Die Sparkasse Bodensee ist eine öffentlich-rechtliche Sparkasse mit Hauptsitzen in Friedrichshafen und Konstanz.

## Geschäftsausrichtung und Geschäftserfolg
Die Sparkasse Bodensee wies im Geschäftsjahr 2023 eine Bilanzsumme von 5,341 Mrd. Euro aus und verfügte über Kundeneinlagen von 3,709 Mrd. Euro. Gemäß der Sparkassenrangliste 2023 liegt sie nach Bilanzsumme auf Rang 83. Sie unterhält 41 Filialen/Selbstbedienungsstandorte und beschäftigt 661 Mitarbeiter. Damit ist sie das größte Geldinstitut in der Bodensee-Region.

## Geschichte

### Sparkasse Bodensee
Die Sparkasse Bodensee mit den beiden Hauptstellen in Friedrichshafen und Konstanz entstand am 1. April 2001 durch die Fusion der Kreissparkasse Friedrichshafen und der Bezirkssparkasse Überlingen. Am 1. Januar 2002 erfolgte die Aufnahme der Sparkasse Konstanz. Um den neuen Namen „Sparkasse Bodensee“ gab es einen Rechtsstreit. Die ebenfalls am Bodensee liegende, aber an der Fusion nicht beteiligte Bezirkssparkasse Reichenau versuchte, die Namensnennung gerichtlich untersagen zu lassen, da sie suggeriere, die ganze Bodenseeregion sei Geschäftsgebiet. Das Oberlandesgericht Karlsruhe wies die Klage am 3. Mai 2006 ab.

### Vorgängerinstitute
Mehrere Vorgängerinstitute gingen in der Sparkasse Bodensee auf:
- Kreissparkasse Friedrichshafen: Die „Oberamtssparkasse Tettnang“ wurde 1825 gegründet. Seit 1934 firmierte sie als Kreissparkasse. Infolge der Kreisreform von 1938 wurde ihr Sitz nach Friedrichshafen verlegt. Die spätere Hauptstelle in Friedrichshafen war 1921 als Zweigstelle der Oberamtssparkasse Tettnang eingerichtet worden.

- Bezirkssparkasse Überlingen: Die im Jahr 1836 in Überlingen eröffnete städtische Sparkasse wurde 1857 zu einer Verbandssparkasse erweitert, die am 1. Januar 1858 unter dem Namen „Spar- und Waisenkasse Überlingen“ ihre Tätigkeit aufnahm. Von 1929 an firmierte sie als „Bezirkssparkasse“. Bis auf die Satzung und die Jahresrechnungen ist das Schriftgut der städtischen Sparkasse verloren.

- Sparkasse Konstanz: Die Sparkasse Konstanz wurde 1839 als „Privat-Sparkasse-Gesellschaft“ gegründet. Im Zuge ihrer Auflösung im Jahr 1868 wurden ihre Aktiva und Passiva zusammen mit dem Schriftgut der Stadtgemeinde Konstanz zur Gründung einer „Städtischen Spar-, Waisen- und Leihkasse“ übergeben. Am 4. Januar 1869 erteilte das badische Innenministerium die Genehmigung für dieses Projekt. Die gleichzeitig in Betrieb genommene Pfandleihanstalt wurde 1904 aufgegeben. Seit 1881 firmierte die Einrichtung als „Sparkasse Konstanz“  mit den Nebenanstalten Waisenkasse, Hinterlegungskasse und Leihanstalt. Am 1. Januar 1971 erfolgte der Zusammenschluss der „Sparkasse Konstanz“ mit der „Bezirkssparkasse Meersburg“.[6]

- Bezirkssparkasse Meersburg: Bereits in den Jahren 1847 bis 1858  wurde in Meersburg eine Spar- und Leihkasse unter Garantie der Stadtgemeinde betrieben, ihre Jahresrechnungen gelangten in das Archiv der 1885 gegründeten städtischen „Spar- und Waisenkasse Meersburg“. 1891 wurde diese in eine Verbandssparkasse umgewandelt. Am 1. Januar 1971 fusionierte sie mit der Sparkasse Konstanz und wurde seither als Hauptzweigstelle der Sparkasse Konstanz geführt.

## Sparkassengebäude Konstanz
Das gegenwärtige Hauptgebäude der Sparkasse Bodensee in Konstanz wurde von dieser 1997 erworben. Es entstand 1888–1891 im Stil der Neorenaissance als Sitz der Oberpostdirektion Konstanz der Deutschen Reichspost. Die Reliefköpfe der „fünf Kontinente“ über den Fenstern des Hochparterres stehen für die postalischen Beziehungen der badischen Post in die ganze Welt, sie können aus heutiger Sicht als Symbole des Kolonialismus interpretiert werden. Auf dem Gelände des heutigen Sparkassengebäudes stand ursprünglich ein Kapuzinerkloster.

## Geschäftsstellen

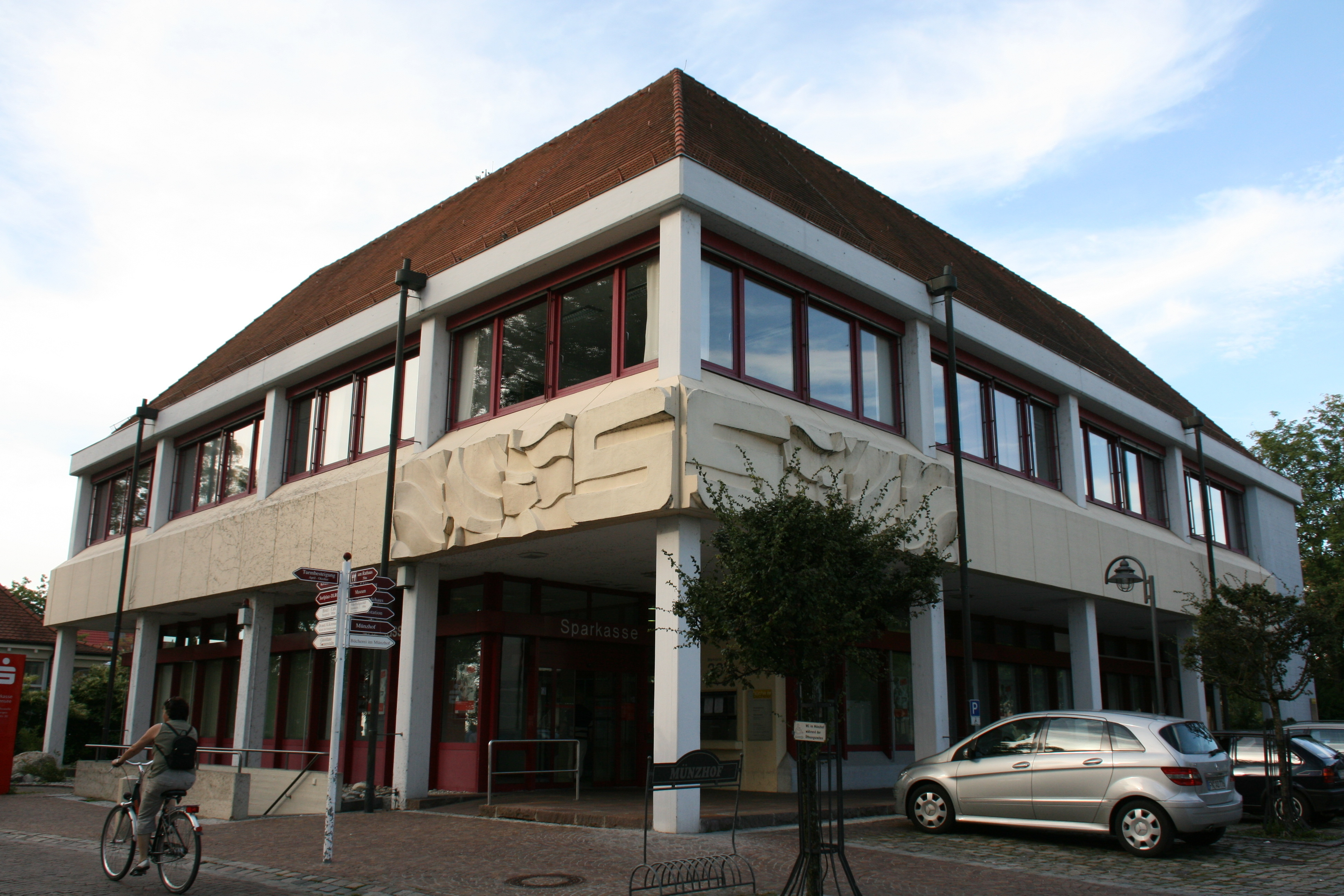
Geschäftsstelle Langenargen
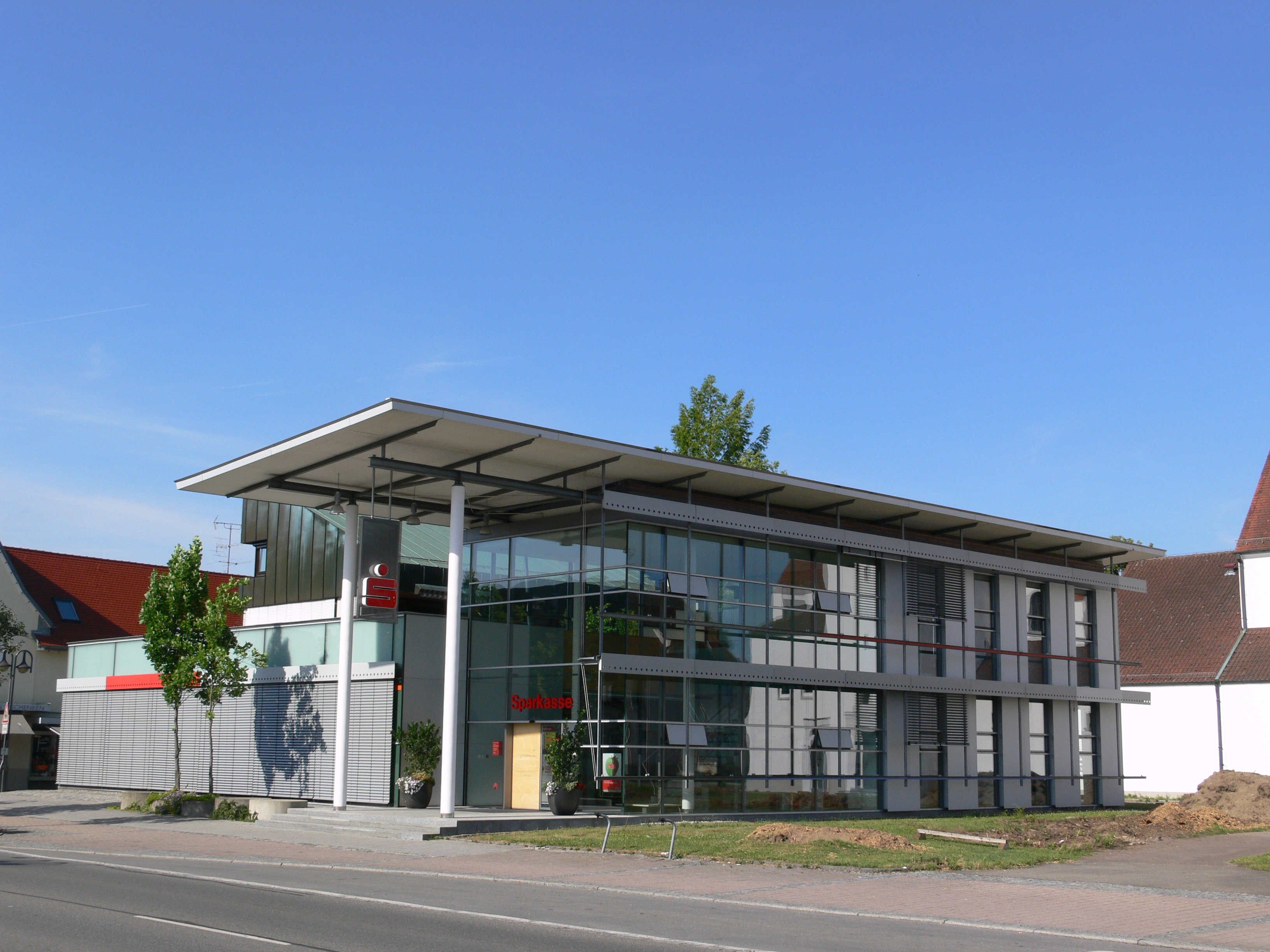
Geschäftsstelle Meckenbeuren
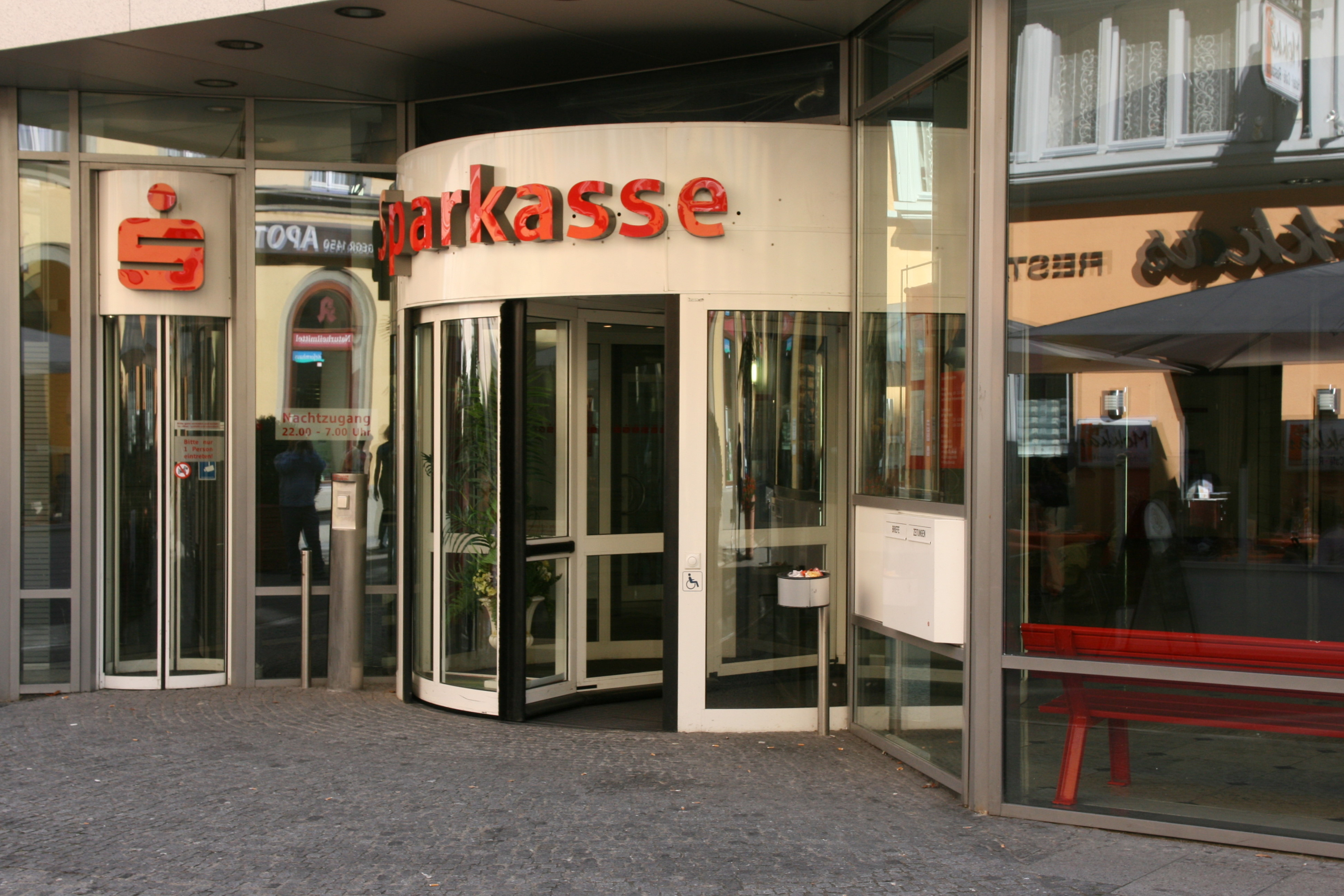
Geschäftsstelle Überlingen